# .338 Winchester Magnum
Die Patrone .338 Winchester Magnum ist eine leistungsstarke Gewehrpatrone.

## Bezeichnung
Im deutschen Nationalen Waffenregister (NWR) wird die Patrone unter Katalognummer 104 unter folgenden Bezeichnungen geführt (gebräuchliche Bezeichnungen in Fettdruck)
- .338 WinMag (Hauptbezeichnung)
- .338 Winchester
- 8,4 x 64,8 Winchester

## Geschichte
Die .338 Winchester Magnum gehört zu einer von Winchester im Jahre 1956 begonnenen Familie von leistungsstarken Winchester-Magnum-Patronen, die alle auf einer ähnlichen Gürtelhülse basieren. Die Hülse entspricht der der Patrone .375 Holland & Holland Magnum, die auf 8,6 mm verjüngt und auf 64 mm verkürzt wurde.
Als Urvater der .338 Winchester Magnum kann die von Charlie O’Neil Elmer Keith und Don Hopkins entwickelte Wildcat .334 OKH angesehen werden. Diese basierte auf der Hülse der Patrone .300 H&H Magnum, die wiederum auf der Hülse der .375 Holland & Holland Magnum basierte. Die .338 Winchester Magnum ist eine für ein .338er-Geschoss aufgeweitete .334 OKH.
Sie wurde 1958 zusammen mit der Patrone .264 Winchester Magnum vorgestellt. Sie sollte die Lücke zwischen den Patronen im Kaliber .30 und denen des Kalibers .375 Holland & Holland schließen. Weitere verwandte Patronen finden sich in der Liste von Winchester-Magnum-Patronen.